# Guerriero
Singles de Marco Mengoni
La valle dei re
(2014) Esseri umani
(2015)
Guerriero est un single du chanteur italien Marco Mengoni. La chanson - dont le titre, en italien, signifie guerrier - est extraite de l'album Parole in circolo sorti en janvier 2015.

## Composition
La chanson est écrite et composée par Marco Mengoni. Elle est produite par Michele Canova Iorfida.

## Classement
| Classement (2014) | Meilleure position |
| ----------------- | ------------------ |
| Italie (FIMI)     | 1                  |

## Certification
| Région                                                                                                 | Certification | Ventes/Streams |
| --- | ------------- | -------------- |
| Italie (FIMI)                                                                                          | 5 × Platine   | 250 000*       |
| *Ventes selon la certification ^Mise en rayon selon la certification xNon précisé par la certification |               |                |